# Roman Korban

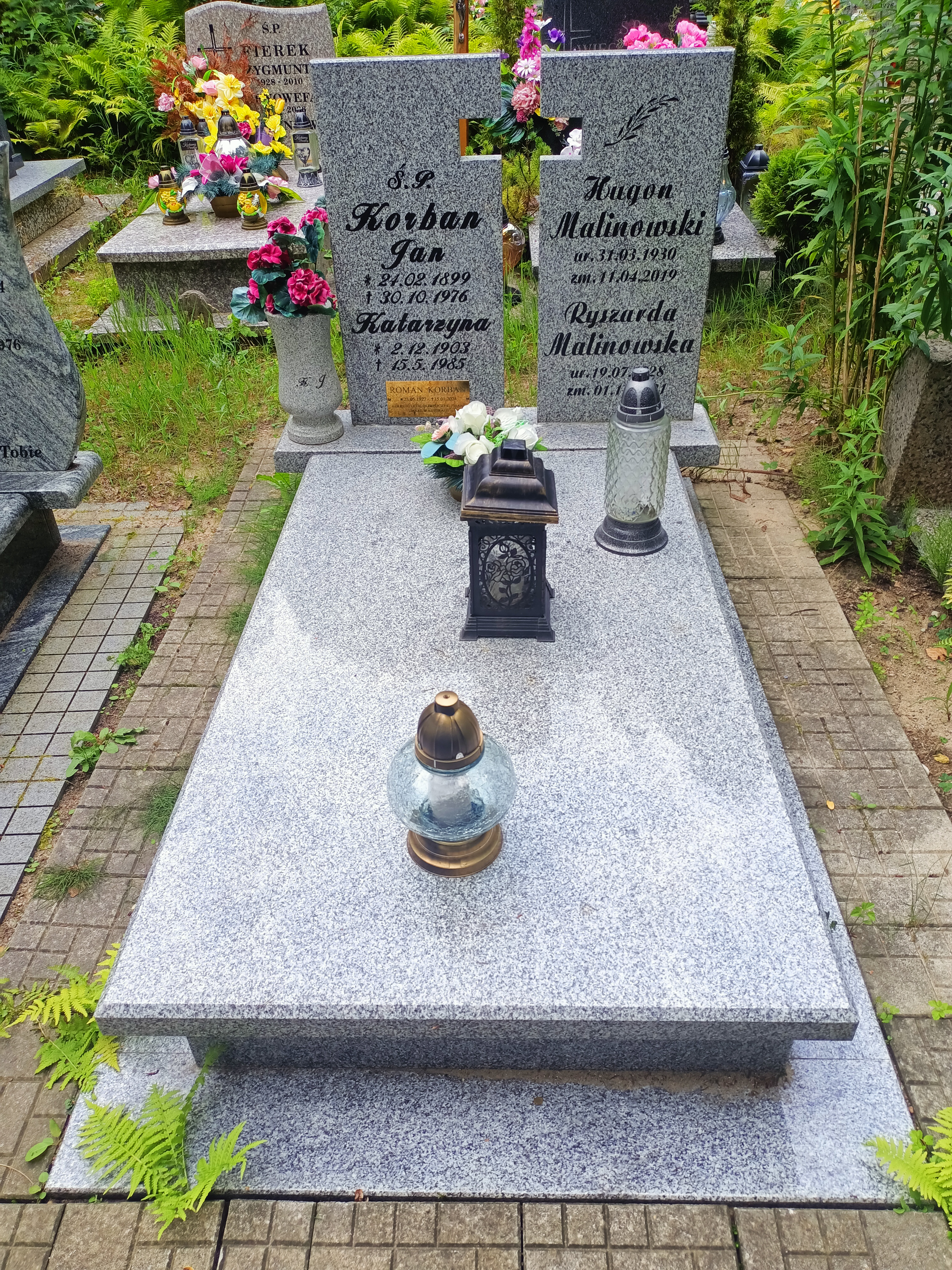
Grób Romana Korbana na Cmentarzu Witomińskim w Gdyni

Roman Korban (ur. 23 maja 1927 w Nadwórnej, zm. 15 stycznia 2024 w Sydney) – polski lekkoatleta, średniodystansowiec i trener lekkoatletyczny, mistrz i rekordzista Polski, olimpijczyk.

## Kariera zawodnicza
Na Akademickich Mistrzostwach Świata (UIE) w 1951 w Berlinie zdobył srebrny medal w biegu na 800 metrów oraz brązowy w sztafecie 4 × 400 metrów. Sztafeta ta w składzie Gerard Mach, Bogdan Lipski, Zygmunt Buhl i Korban ustanowiła wówczas rekord Polski czasem 3:17,2.
Startował na igrzyskach olimpijskich w 1952 w Helsinkach, gdzie odpadł w eliminacjach biegu na 800 metrów.
Był trzykrotnym mistrzem Polski: w biegu na 800 metrów i na 1500 metrów w 1951 oraz na 800 metrów w 1952. Poza tym czterokrotnie był wicemistrzem. Zdobył również mistrzostwo Polski w hali w biegu na 800 metrów w 1950 oraz dwa srebrne medale. Oprócz rekordu Polski w sztafecie 4 × 400 metrów był także rekordzistą kraju w biegu na 1000 metrów (2:27,0 27 lipca 1953 w Zabrzu).
W latach 1949–1953 dziewięć razy startował w meczach reprezentacji Polski, odnosząc 4 zwycięstwa indywidualne.

### Rekordy życiowe
Źródło:
| Konkurencja         | Data i miejsce             | Wynik  |
| ------------------- | -------------------------- | ------ |
| bieg na 400 metrów  | 29 września 1953, Warszawa | 50,1   |
| bieg na 800 metrów  | 15 lipca 1951, Moskwa      | 1:51,8 |
| bieg na 1000 metrów | 12 lipca 1953, Zabrze      | 2:27,0 |
| bieg na 1500 metrów | 18 lipca 1953, Warszawa    | 3:55,8 |

Był zawodnikiem OMTUR Gdynia (1947), Zrywu Gdańsk (1948) i Spójni Gdańsk (1949-1953).

## Osiągnięcia trenerskie
Ukończył AWF w Warszawie w 1956, a w 1981 uzyskał stopień doktora na AWF w Poznaniu.
Pracował jako trener w Gdańsku i Warszawie. W latach 1965–1968 był przewodniczącym Centralnej Rady Trenerów PZLA. W latach 1972–1975 przybywał w Stanach Zjednoczonych, a od 1981 w Sydney w Australii, gdzie ukończył rehabilitację ze specjalnością „kontuzje kręgosłupa”. Pracował do emerytury w klinice rehabilitacji w Sydney.

## Publikacje
Był autorem kilku książek:
- 35 lat chwały sportu olimpijskiego (1976)
- Sport wśród Polonii amerykańskiej (1980)
- 40 lat Klubu Sportowego Polonia-Sydney: sukcesy i wpadki (1994)
- Witajcie w Australii (2000)
- Australia. Ziemia obiecana czy pułapka? (2006)